# Mikrus MR-300
Mikrus MR-300 — микроавтомобиль (мотоколяска), выпускавшийся в ПНР с 1957 по 1960 год. Из-за недостатков конструкции и высокой себестоимости было выпущено лишь 1 728 экземпляров.
После смерти Иосифа Сталина в Польше к власти пришёл Владислав Гомулка, период нахождения которого у власти получил известность как «гомулковская оттепель», по аналогии с «хрущёвской оттепелью» в СССР. Одним из направлений нового курса партии и правительства стало повышение благосостояния трудящихся и расширение производства товаров народного потребления, включая мотоциклетную и автомобильную технику.
«Микрус» создавался в качестве недорогого и доступного автомобиля для массовой автомобилизации в соответствии с концепцией «четырёх четвёрок»: 4 колеса, 4 места, 400 кг сухой массы и расход топлива 4 л/100 км. Выпуск планировалось развернуть на свободных мощностях государственных авиазаводов WSK в городах Мелец и Жешув, уже занимавшихся производством мотоциклов. Первые буквы названий этих городов были отражены в названии — MR (Жешув по-польски — Rzeszów). Разработка началась в 1956 году, двигатель проектировался в Жешуве, а кузов и шасси — в Мелеце. Хотя в целом автомобиль был сконструирован вполне самостоятельно, в выборе компоновочных и конструктивных решений просматривается определённое влияние со стороны германского Goggomobil T300, который активно изучался в период проектирования. Первые прототипы были представлены публике в Варшаве 22 июля 1957 года, к концу года началось производство, однако его развертывание шло медленно — так, в 1958 году собрали лишь 100 экземпляров.
Изначально предполагалось, что розничная цена «Микруса» будет лишь на 25-30 % выше, чем у мотоцикла с коляской. Однако на практике себестоимость производства микроавтомобиля оказалась очень высока, а розничная цена достигала 50 000 злотых — в те годы примерно 50 средних размеров заработной платы (для сравнения, стоимость ЗАЗ-965 в СССР составляла примерно 20 средних зарплат; за 120 000 злотых в Польше можно было купить «Варшаву» — аналог «Победы»). При этом автомобиль вмещал лишь двух человек (да и то без особого комфорта) — задние места были в лучшем случае детскими, а его динамические качества, особенно в гружёном состоянии, были низкими даже по меркам тех лет. Кроме того, как и у всех микроавтомобилей на мотоциклетных агрегатах, конструкция «Микруса» оставляла желать многим лучшего с точки зрения надёжности и долговечности.
После прекращения производства базовой модели на заводе в Мелеце был разработан вариант с кузовом «пикап» грузоподъёмностью 200 кг. Несмотря на весьма оптимистичную оценку создателей автомобиля, согласно которой ежегодная потребность в нём могла достичь 100 000 штук, более тщательный экономический расчёт показал отсутствие у него перспективы, в результате чего данный проект, как и проект кабриолета, реализован не был.
Модель Mikrus MR-300 в масштабе 1:43 была выпущена в журнальной серии «Культовые автомобили ПНР» под № 35, а также фирмой IST под номером IST098.